# Faros del Puerto de Howth
Los Faros del Puerto de Howth (en inglés: Howth Harbour Lighthouses) son dos faros situados en el puerto de la localidad de Howth, en el Condado administrativo de Fingal, Condado de Dublín, República de Irlanda. Marca el extremo del espigón del puerto. Precisamente el alargamiento de este espigón y la consecuente necesidad de reubicación del faro en 1982 motivó la construcción de uno nuevo que sustituyese al que estaba en servicio desde 1818.

## Historia

### Primer faro

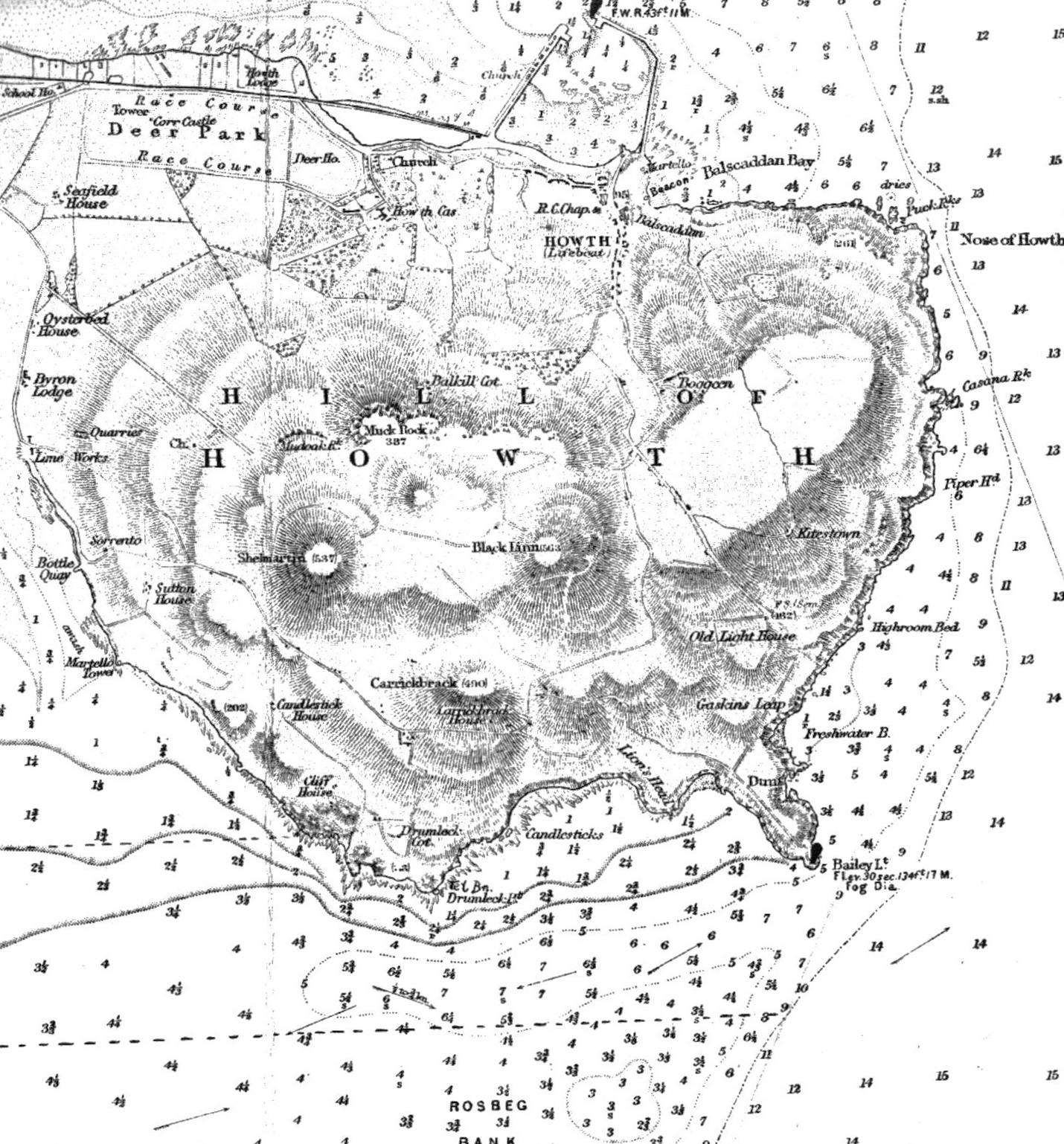
Mapa de 1875 del Cabo de Howth. En la parte superior de la foto se aprecia la situación del puerto, mientras que abajo a la derecha está indicada la situación del otro faro existente en la península, el Faro de Baily.

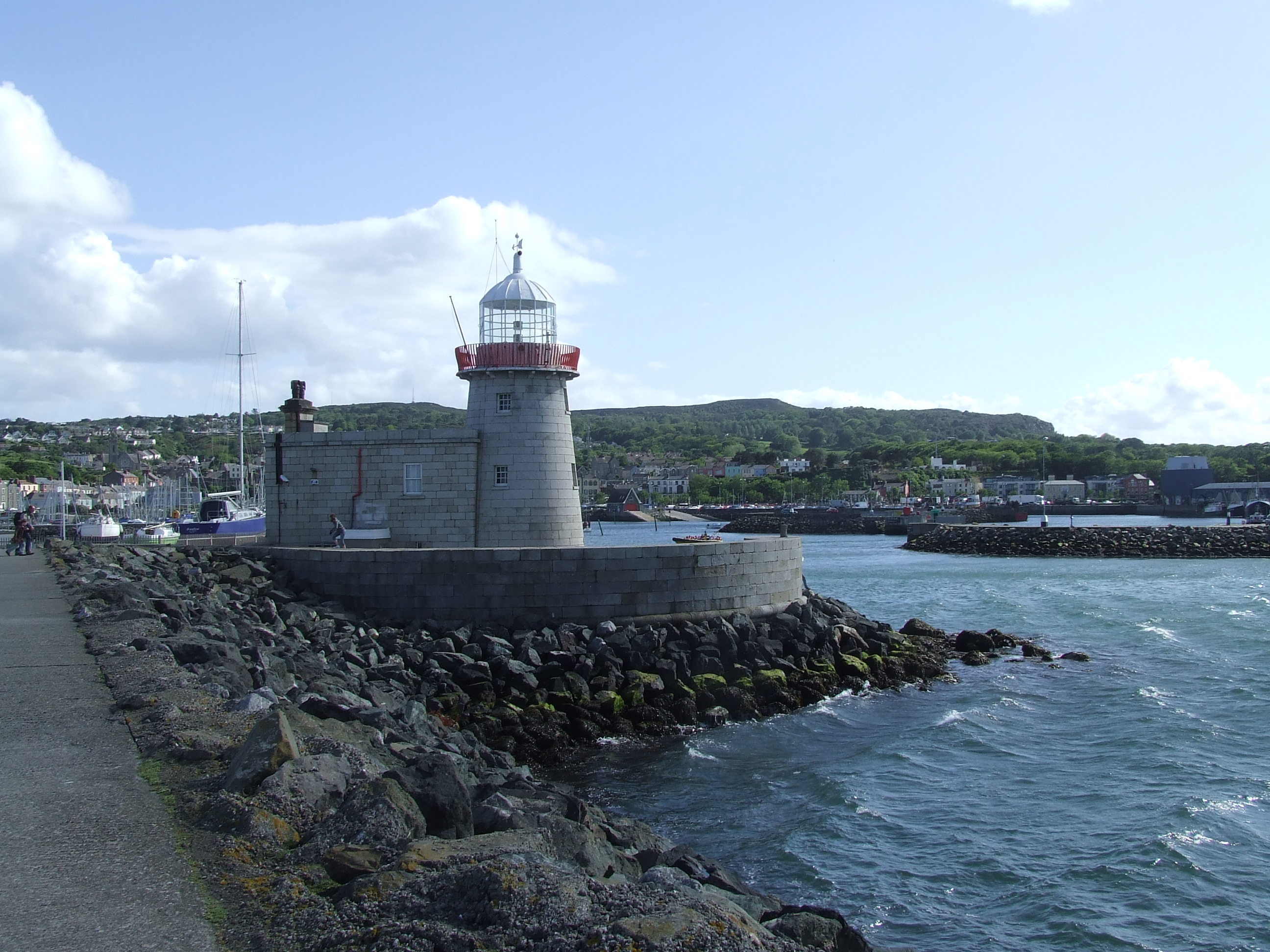
Antiguo faro del Puerto de Howth, en servicio desde 1818 hasta 1982.

A comienzos del siglo XIX se decidió construir un puerto de carga en Howth con diseño del ingeniero civil John Rennie cuya primera piedra se puso en 1807. El puerto pronto perdió su utilidad al colmatarse de arena y lodo, lo que motivó el inicio de la construcción del puerto de Dún Laoghaire en 1817, también con proyecto de John Rennie.
En 1816 se iniciaron los trámites para construir el faro en el espigón oriental del puerto de acuerdo al proyecto de Rennie. George Halpin, inspector del Ballast Board, antecesor del Commisioners of Irish Lights, el organismo a cargo de la gestión de las ayudas a la navegación de Irlanda fue el encargado de la construcción del faro. La construcción finalizó en 1818 y fue encendido por primera vez el 1 de julio de ese año. Emitía una luz roja fija y estaba equipado con 12 lámparas de Argand y reflectores catóptricos parabólicos de cobre plateado. La torre estaba rodeada de un muro tras el que se situaron piezas de artillería para la defensa del puerto.
En 1821 se le añadió una edificio de un piso para residencia del farero y almacén de aceite. Años más tarde se añadió un segundo piso. En 1836 hubo un intento de desactivar el faro aduciendo que el puerto ya no era útil como puerto de carga. No obstante George Halpin informó de la necesidad de mantener el faro ya que aunque el puerto no sirviera para su función original, si era muy útil como puerto de refugio.
En 1902 se añadió un sector blanco a la característica del faro. Hubo planes para cambiar la alimentación del faro a acetileno en 1944 y 1946 pero fue finalmente desestimado. En 1955 se electrificó y automatizó el faro instalándose una lámpara de 250 w con otra igual de reemplazo de emergencia mostrando una característica de dos destellos de un segundo de duración cada 8 segundos de luz blanca en un sector de 58° en la dirección sureste de entrada al puerto y roja en el resto.

### Segundo faro

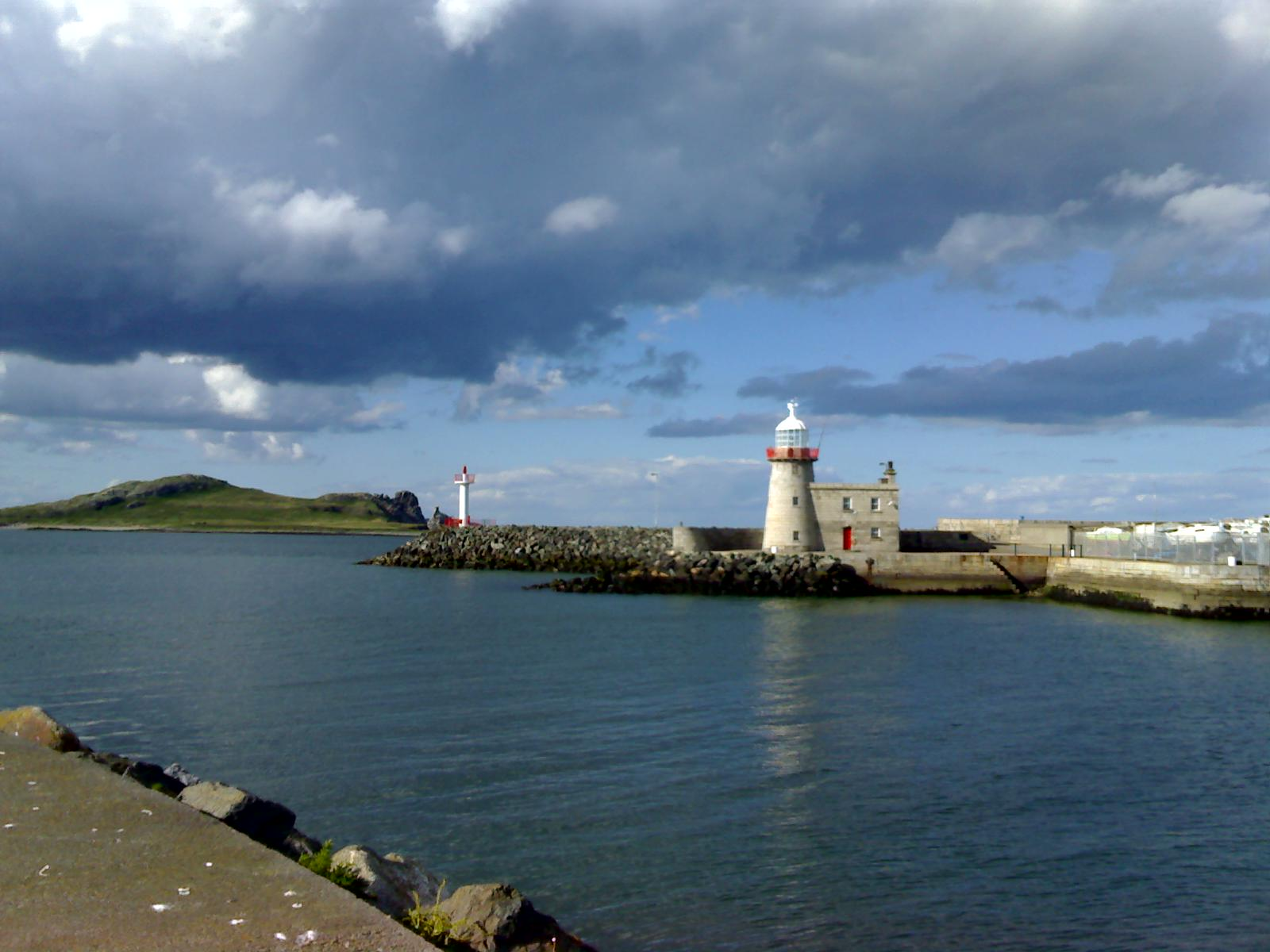
Vista de los dos faros del puerto de Howth.

Al ampliarse el puerto, fue necesaria la construcción de una nueva torre al final de la extensión del espigón oriental del puerto. El 19 de mayo de 1982 entró en servicio el nuevo faro con la característica de dos destellos de un segundo de duración cada 7,5 segundos, con un sector blanco reducido a 48º.

## Características
El faro emite grupos de dos destellos de luz blanca y roja, según la dirección, en un ciclo total de 7,5 segundos, con alcance nominal nocturno de 13 millas náuticas para la luz blanca y 9 millas náuticas para la luz roja. La luz blanca, delimitada en el sector entre 256° y 295°, marca la dirección sureste de entrada al puerto, mostrándose roja en cualquier otra dirección.